# Cheney (Kansas)
Cheney és una població dels Estats Units a l'estat de Kansas. Segons el cens del 2000 tenia 1.783 habitants.

## Demografia
Segons el cens del 2000, Cheney tenia 1.783 habitants, 664 habitatges, i 476 famílies. La densitat de població era de 484,8 habitants per km².
Dels 664 habitatges en un 40,7% hi vivien nens de menys de 18 anys, en un 61% hi vivien parelles casades, en un 7,5% dones solteres, i en un 28,3% no eren unitats familiars. En el 26,4% dels habitatges hi vivien persones soles el 13,4% de les quals corresponia a persones de 65 anys o més que vivien soles. El nombre mitjà de persones vivint en cada habitatge era de 2,6 i el nombre mitjà de persones que vivien en cada família era de 3,17.
Per edats la població es repartia de la següent manera: un 31,1% tenia menys de 18 anys, un 6,1% entre 18 i 24, un 29,5% entre 25 i 44, un 17,5% de 45 a 60 i un 15,8% 65 anys o més.
L'edat mediana era de 36 anys. Per cada 100 dones de 18 o més anys hi havia 88,6 homes.
La renda mediana per habitatge era de 45.221 $ i la renda mediana per família de 51.591 $. Els homes tenien una renda mediana de 40.313 $ mentre que les dones 24.896 $. La renda per capita de la població era de 18.783 $. Entorn del 0,6% de les famílies i el 2% de la població estaven per davall del llindar de pobresa.

## Poblacions més properes
El següent diagrama mostra les poblacions més properes.